# Informationsfluss
Als Informationsfluss (auch: Informationsstrom) wird in der Betriebswirtschaftslehre und der Informatik der Austausch von Informationen zwischen Absender und  Empfänger bezeichnet.

## Allgemeines
Informationen sind in der Informationstheorie das Wissen, das ein oder mehrere Absender einem oder mehreren Empfängern über einen Informationskanal vermitteln. Durch die Information erhalten der oder die Empfänger einen Wissenszuwachs. Die Austauschbeziehung über den Informationskanal ist nach dem Sender-Empfänger-Modell als Kommunikation zu bezeichnen, der Informationsfluss ist eine Strömungsgröße, das Wissen eine Bestandsgröße.
Als Informationsträger fungieren Schrift (wie Aktenvermerk, Brief, Plakat, Prospekt, Werbung, Zeitung), Sprache (Besprechung, Gespräch, Diskussion, Fernsehen, Rundfunk), Bildträger, Datenträger oder Tonträger. Durch Aktivierung des Informationsprozesses entsteht der Informationsfluss. Er ist die Gesamtheit der Informationen, die auf Informationswegen und -Kanälen den Empfänger erreichen.

## Arten
Der Informationsfluss kann Erich Kosiol zufolge in Informationsaufnahme, Informationsvorspeicherung, Informationsverarbeitung, Informationsnachspeicherung und Informationsabgabe zergliedert werden. Er findet in einem Informationssystem statt, das Informationen aufnimmt, abgibt, transformiert und speichert.
Beim Informationsfluss kann unterschieden werden zwischen einseitigem, zweiseitigem oder wechselseitigem Informationsfluss, je nachdem, ob der Austausch nur in einer (Monolog), in beiden (Dialog) oder abwechselnd in beiden Richtungen (Interaktivität) möglich ist. Dabei kommen Kommunikationsmittel zum Einsatz.

## Personenvereinigungen
In Personenvereinigungen wie Unternehmen, Behörden oder sonstigen Institutionen ist der Informationsfluss ein Teil der Informationslogistik und wird durch den Kommunikationsweg (Informationsweg) vorbestimmt. Er ist die organisatorisch festgelegte Kommunikationsbeziehung zwischen mindestens zwei Aufgabenträgern zwecks Austauschs von Informationen.
Das betriebliche Informationswesen ist in einer Form organisiert, dass Informationen auf unterschiedlichen Informationsträgern gespeichert werden, wobei deren Weitergabe durch den Informationsfluss geregelt ist. Das Informationsrecht eines Aufgabenträgers besteht in dem Recht, seinen Informationsbedarf durch bestimmte Informationen regelmäßig oder unregelmäßig erfüllt zu bekommen. Die Informationspflicht ergibt sich aus der (generellen) Weisung eines Aufgabenträgers an einen anderen Aufgabenträger, bestimmte Informationen regelmäßig oder unregelmäßig zu erteilen.
In Hierarchien wird dabei der vertikale Informationsweg und der horizontale unterschieden. Reinhard Höhn unterschied in Hierarchien drei Informationswege, nämlich die Information des Vorgesetzten durch seine Mitarbeiter und umgekehrt (von unten nach oben und von oben nach unten) und die Querinformation zwischen Mitarbeitern verschiedener Ebenen und Bereiche. Damit Vorgesetzte nicht befürchten müssen, dass „hinter ihrem Rücken“ Informationen ausgetauscht werden, müssen die Mitarbeiter ihre Vorgesetzten nachträglich über erfolgte Querinformationen unterrichten. Ziel des formalen Kommunikationssystems ist es, einen in quantitativer und qualitativer Hinsicht optimalen Informationsfluss der relevanten Informationen zu gewährleisten.
Grundsätze beim Informationsfluss sind, dass Informationen vollständig und rechtzeitig, möglichst auch adressatengerecht den oder die Empfänger erreichen. Bei Störungen im Informationsfluss kann es zu Fehlentscheidungen, verspäteten Entscheidungen oder Missverständnissen kommen. Beispielsweise verpasst ein Mitarbeiter eine Konferenz, weil ihn niemand über den Termin informiert hat. Nicht funktionierende Informationsflüsse können zu Informationsverlusten führen und weitreichende Folgen haben. Derartige Störungen im Informationsfluss führen zu Fehlerfolgekosten.

## Technische Darstellung
Ein Informationsfluss lässt sich durch den Datendurchsatz messen und beziffern. Der Informationsfluss sollte nicht größer sein als die durch die Bandbreite vorgegebene maximale Datenmenge. Ansonsten entsteht ein Bottleneck, wodurch sich die Dauer der Übertragung verlängert oder qualitativ verschlechtert.
Das Konzept des Informationsflusses lässt sich zum Debuggen übermittelnder Systeme verwenden. Eine Störung ist im zeitlichen Abschnitt vor dem Fehler nicht erkennbar. Danach findet keine oder nur noch fehlerhafte Übertragung statt.
Informationsflüsse sind oft Vorstufen von Synchronisierungsprozessen, bei denen Daten aus verschiedenen Quellen zu einem Datenbestand zusammengeführt (Merge) werden.
Im Bereich des Datenschutzes entspricht die kontrollierte Übermittlung einer Schleuse zwischen Sender und Empfänger. Diese kann geöffnet oder verschlossen sein (Genehmigungsverfahren).
Im Zuge einer Optimierung können bei Synchronisierungen nur Unterschiede im Sinne von Änderungen zum Beispiel zum letzten validen Zustand übertragen werden. Eine Komprimierung des Streams auf 20 % ist dadurch erreichbar.

## Informationsprozess
Der Informationsprozess setzt sich zusammen aus Informationsbeschaffung, Informationsspeicherung, Informationsübermittlung und Informationsverarbeitung. Beispielsweise werden die in der Kosten- und Leistungsrechnung anfallenden Daten in der Bilanz und Gewinn- und Verlustrechnung verdichtet. Andere Informationsprozesse regeln den Ablauf der Finanzierungs-, Produktions- und Vertriebsprozesse, indem sie die Güter- und Zahlungsströme überlagern. Ein dritter Informationsprozess unterstützt die Entscheidungen zur Steuerung der übrigen Prozesse.

## Datenverarbeitung
In der Datenverarbeitung ist der Informationsfluss die Menge der je Zeitspanne durch einen Informationskanal übertragenen Informationen. Dabei ist die Kanalkapazität der maximal mögliche Informationsfluss.

## Informatik
In der Informatik wird vom Datenfluss gesprochen, der jedoch beschränkt ist auf digitale Daten. Die Sendung eines UDP- oder TCP-Paketes lässt sich mit Hilfe des Informationsflusses modellieren. Das Medium ist an dieser Stelle die Leitung bzw. das Ethernet. Das Paket passiert zwischen Sender und Empfänger viele Stationen. Im Neuronalen Netzwerken gibt es ebenfalls Informationsflüsse, zum Beispiel vom Auge zum Sehzentrum. Allerdings sind viele Bereiche nicht stromähnlich, sondern verteilend, so dass bestimmte Konzepteffekte nicht genutzt werden können. Ein Läsionsort lässt sich so nur teilweise feststellen.